# Évangéliaire de Cividale

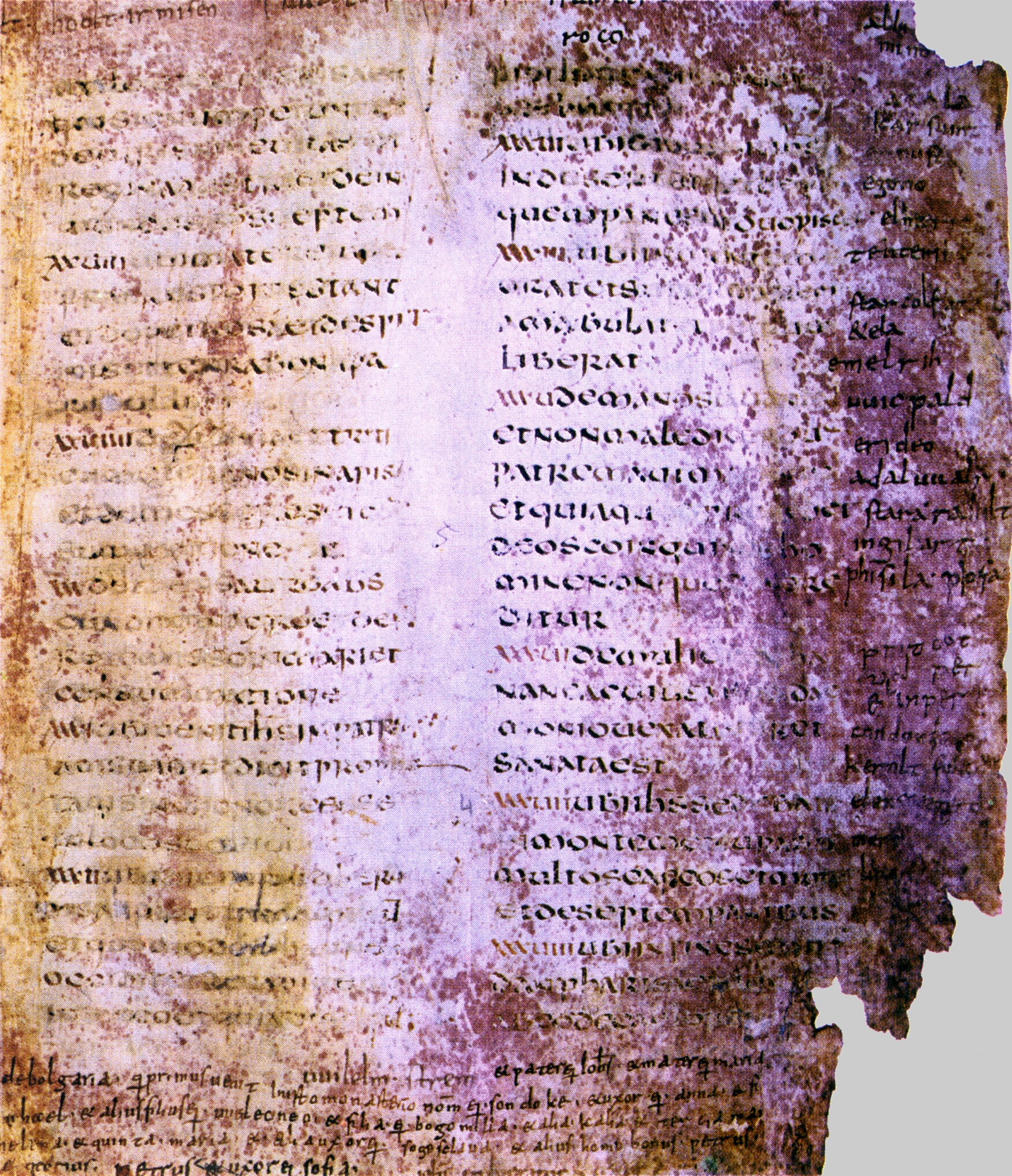
Une page de l'évangéliaire de Cividale.

L’évangéliaire de Cividale (ou Codex Aquileiensis) est un manuscrit latin du VIe ou VIIe siècle qui contient le texte de l'Évangile selon Marc. 
On y trouve aussi, ajoutés au texte initial, les noms de quelque 1500 pèlerins qui ont visité le monastère San Giovanni di Duino à Cividale del Friuli durant le IXe et le Xe siècle. Ces noms sont germaniques ou slaves.
Une partie du manuscrit se trouve aujourd'hui au Musée archéologique national de Cividale, sous la cote 138 ; le reste se trouve à Prague.